# Giovanni Ferro Luzzi
Giovanni Ferro Luzzi (Palermo, 7 marzo 1834 – Roma, 21 marzo 1910) è stato un magistrato e politico italiano.